# Coleophora teidensis
Coleophora teidensis é uma espécie de mariposa do gênero Coleophora pertencente à família Coleophoridae.